# Gmina Skoki
Die Gmina Skoki  [ˈskɔkʲi] ist eine Stadt-und-Land-Gemeinde im Powiat Wągrowiecki der Woiwodschaft Großpolen in Polen. Ihr Sitz ist die gleichnamige Stadt (deutsch Schokken) mit etwa 4400 Einwohnern.

## Geographie

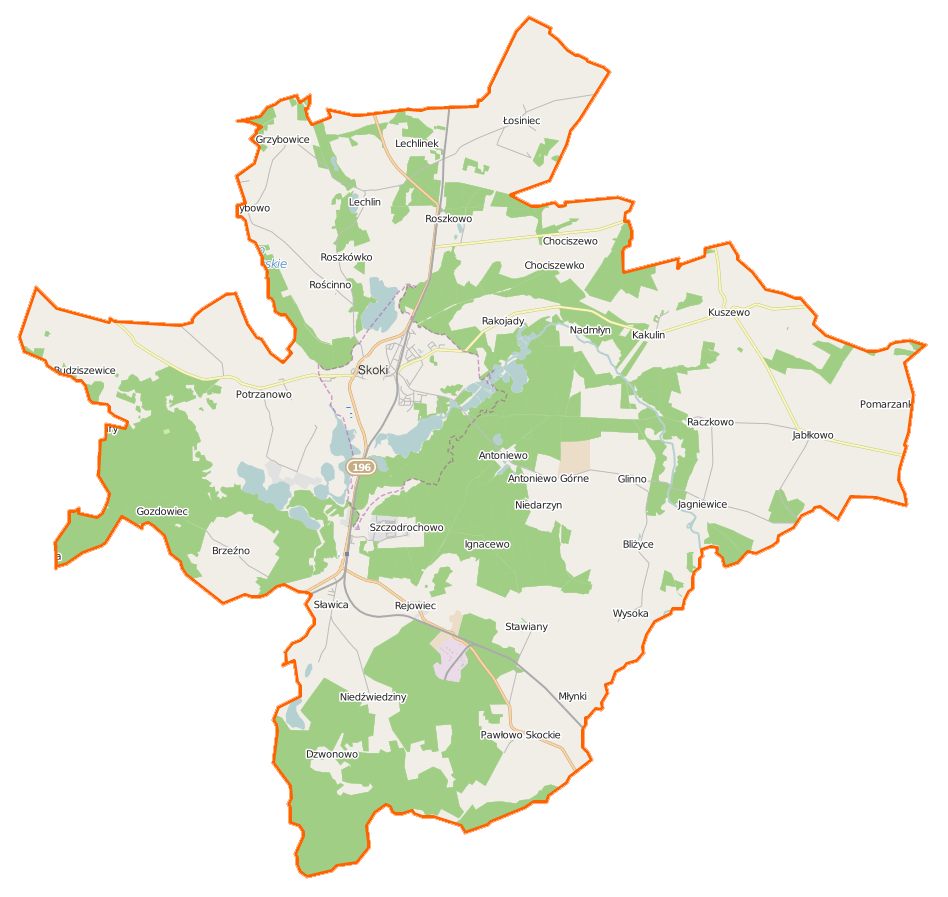
Karte der Gemeinde

Die Gemeinde liegt im Osten der Woiwodschaft, die Woiwodschaft Kujawien-Pommern ist etwa sieben Kilometer entfernt. Die Kreisstadt Wągrowiec (Wongrowiec, Wongrowitz) liegt acht Kilometer nördlich, Gniezno (Gnesen) etwa 25 Kilometer südöstlich, die Woiwodschafts-Hauptstadt Posen etwa 30 Kilometer südwestlich. Nachbargemeinden sind die Gemeinden Rogoźno im Nordwesten und Wągrowiec im Norden, Mieścisko im Nordosten, Kłecko im Osten, Kiszkowo im Süden sowie Murowana Goślina im Westen.
Wichtigstes Fließgewässer ist die 85 Kilometer lange Mała Wełna (Kleine Welna), die durch den Hauptort fließt. Skoki wird von einigen kleineren Seen umgeben.
Die Gemeinde hat eine Fläche von 198,5 km², von der 55 Prozent land- und 35 Prozent forstwirtschaftlich genutzt werden.

## Geschichte
Das heutige Gemeindegebiet gehörte unterbrochen durch die deutsche Besatzungszeit im Zweiten Weltkrieg von 1919 bis 1975 zur Woiwodschaft Posen mit unterschiedlichem Zuschnitt. – Die deutsche Minderheit wurde nach dem Weltkrieg vertrieben.
Von 1975 bis 1998 gehörte das Gemeindegebiet zur beträchtlich verkleinerten Woiwodschaft Posen. Der Powiat wurde in dieser Zeit aufgelöst. Die Landgemeinde Skoki wurde nach 1954 wiederholt in verschiedene Gromadas umgewandelt und zum 1. Januar 1973 neu geschaffen. Stadt- und Landgemeinde Skoki wurden 1990/1991 zur Stadt-und-Land-Gemeinde zusammengelegt. Diese gehört seit 1999 zur Woiwodschaft Großpolen und zum wieder eingerichteten Powiat Wągrowiecki.

### Partnerschaften
Die Gemeinde ist 1995 Partnerschaften mit der Samtgemeinde Bardowick und der Gemeinde Drechterland in den Niederlanden eingegangen.

## Gliederung
Zur Stadt-und-Land-Gemeinde (gmina miejsko-wiejska) Skoki mit 9822 Einwohnern (Stand 31. Dezember 2020) gehören die Stadt selbst und 27 Dörfer (deutsche Namen, amtlich bis 1945) mit Schulzenämtern (sołectwa):
| Name               | deutscher Name (1815–1919)                        | deutscher Name (1939–1945)             | Einwohner (1910) | Einwohner (2007) |
| ------------------ | ------------------------------------------------- | -------------------------------------- | ---------------- | ---------------- |
| Skoki              | Schokken                                          | Schokken                               | 1378             | 3905             |
| Bliżyce            | Blizyce 1906–1919 Blischütz                       | Blischütz                              | 267              | 121              |
| Brzeźno            | Briesen                                           | Briesen                                | 193              | 133              |
| Budziszewice       | Groß Hauland                                      | Großhauland                            | 185              | 73               |
| Chociszewo         | Chocischewo                                       | Tannenhof                              | 142              | 88               |
| Glinno             | Glinno                                            | Lehmberg                               | 229              | 153              |
| Grzybowo           | Grzybowo                                          | Pilz                                   | 125              | 84               |
| Jabłkowo           | Jabkowo                                           | Apfelhöhe                              | 97               | 302              |
| Jagniewice         | Jagniewice                                        | Willshof                               | 128              | 138              |
| Kakulin            | Kakulin 1906–1919 Alden                           | Alden                                  | 325              | 179              |
| Kuszewo            | Kuschewo 1906–1919 Proberen                       | Brombeere                              | 199              | 120              |
| Lechlin            | Lechlin                                           | Lechlin                                | 317              | 253              |
| Lechlinek          | Lechlin Hauland                                   | Lechlin Hauland                        | 76               | 78               |
| Łosiniec           | Losinjetz 1906–1919 Loschinjetz                   | Loschütz                               | 428              | 360              |
| Niedźwiedziny      | Bärenbusch                                        | Bärenbusch                             | 122              | 102              |
| Pawłowo Skockie    | - Pawlowo bei Schokken - Gut Pawlowo bei Schokken | - Fohlendorf - Fohlenhof               | 21 326           | 253              |
| Pomarzanki         | Pomorzanki                                        | Moorhof                                | 44               | 17               |
| Potrzanowo         | - Potschanowo - Gut Potschanowo                   | - Eitelfelde - Webersdorf              | 134 115          | 649              |
| Raczkowo           | Ratschkowo                                        | Krebsfeld                              | 211              | 121              |
| Rakojady           | Rakujady                                          | Krebsbach                              |                  | 93               |
| Rejowiec           | Revier                                            | 1939–1943 Grüningshof 1943–1945 Revier | 297              | 283              |
| Rościnno           | Roscinno 1909–1919 Roschinno                      | Hammerfeld                             | 210              | 215              |
| Roszkówko          | Roschkowko                                        | Klein Elsenwinkel                      | 86               | 80               |
| Roszkowo           | Roschkowo                                         | Elsenwinkel                            | 365              | 208              |
| Sława Wielkopolska | Slawa                                             | Deutschfeldhof                         |                  | 99               |
| Sławica            | Slawica                                           | Preußenfelde                           | 113              | 144              |
| Stawiany           | Stawiany                                          | Stutenwald                             | 334              | 167              |
| Szczodrochowo      | Deutschfeld                                       | Deutschfeld                            | 82               | 62               |

Weitere kleinere Ortschaften und Siedlungen der Gemeinde sind den Schulzenämtern zugeordnet:
| Name                  | deutscher Name (1815–1919)             | deutscher Name (1939–1945) | Einwohner (1910) | Einwohner (2007) |
| --------------------- | -------------------------------------- | -------------------------- | ---------------- | ---------------- |
| Antoniewo Górne       | Vorwerk Antoniewo                      | Antonshof                  |                  | 19               |
| Antoniewo-Leśniczówka | Schneidemühle                          | Schneidemühle              |                  | 4                |
| Chociszewko           | Chocischewo Hauland 1906–1919 Hochfeld | Hochfeld                   | 55               | 28               |
| Drzwonowo             | Schwanau                               | Schwanau                   | 114              | 18               |
| Dzwonowo Leśne        | Forstgut Schwanau                      | Forstgut Schwanau          | 51               | 9                |
| Gozdowiec             | Laubhorst                              | Laubhorst                  |                  |                  |
| Grzybowice            | Steinrode                              | Steinrode                  | 137              | 38               |
| Ignacewo              | Ignacewo                               | Waldvorwerk                |                  | 20               |
| Lechlińskie Huby      |                                        |                            |                  |                  |
| Miączynek             | Mionczynek 1906–1919 Neugrund          | Neugrund                   | 226              | 20               |
| Młynki                | Vorwerk Mlynki                         | Mühle                      |                  |                  |
| Nadmłyn               | Nad Mlyn                               | Nadelmühle                 |                  | 7                |
| Niedarzyn             | Buschfließ                             | Buschfließ                 | 31               | 10               |
| Wysoka                | Wysoka 1906–1919 Hohenheim             | Hohenheim                  | 165              | 58               |

Die folgenden ehemaligen Orte sind in anderen Orten der Gemeinde aufgegangen:
| Name           | deutscher Name (1815–1919)          | deutscher Name (1939–1945) | Einwohner (1910) | Bemerkung   |
| -------------- | ----------------------------------- | -------------------------- | ---------------- | ----------- |
| Brzeskowo      | Brzeskowo                           | (zu Brombeere)             | 48               | zu Kuszewo  |
| Jabłkowo-Huby  | Gut Jabkowo                         | Gut Apfelhöhe              | 303              | zu Jabłkowo |
| Łosiniec Nowy  | (zu Losinjetz)                      | (zu Loschütz)              |                  | zu Łosiniec |
| Łosiniec Stary | Losinjetz Hufen 1906–1919 Loschwitz | Hasenfeld                  | 52               | zu Łosiniec |
| Nowy Gościniec | Neukrug                             | Neukrug                    |                  |             |
| Peda           | Peda                                | Pedenhof                   | 6                |             |

## Verkehr
Der nächste internationale Flughafen ist Poznań-Ławica.
Der Bahnhof der Gemeinde befindet sich in Sława Wielkopolska an der Bahnstrecke Poznań–Bydgoszcz, Haltepunkte und ehemalige Bahnhöfe sind Skoki und Roszkowo Wągrowieckie in Roszkowo. – Die Bahnstrecken Gniezno–Sława Wielkopolska und Janowiec Wielkopolski–Skoki werden nicht mehr im Personenverkehr betrieben bzw. letztere ist stillgelegt.